# Подорож буде приємною
«Подорож буде приємною» (рос. «Путешествие будет приятным») — радянський художній фільм 1982 року, знятий Свердловською кіностудією.

## Сюжет
Фільм розповідає про молоду дівчину Люду. Вона працює в одній з великих установ і одного разу надає послугу Геннадію, що працює в підшефному підприємстві. Геннадій же у відповідь запрошує Люду відправитися з ним в подорож на автомобілі-амфібії, який він зробив сам. Попереду їх чекає безліч захоплюючих пригод і зустрічей з новими людьми.

## У ролях
- Світлана Аманова —  Люда
- Борис Галкін —  Геннадій
- Вероніка Ізотова —  Оля
- Ігор Янковський —  Андрій
- Лідія Смирнова —  Наталія Василівна
- Баадур Цуладзе —  водій рефрижератора
- Олександр Гловяк —  фотограф
- Совєт Агоян —  чоловік в готелі
- Андрій Бронніков —  Андрій, хлопець на Жигулях"
- Володимир Кузнецов —  Володя
- Віра Івлєва —  Людмила
- Євген Мизніков —  водій вантажівки
- Єлизавета Суржикова —  Маша
- Любов Соколова —  Єлизавета Георгіївна
- В'ячеслав Гостинський —  відвідувач концерту
- Елеонора Бєляєва —  телеведуча

## Знімальна група
- Автори сценарію:  Альберт Мкртчян,  Анатолій Ейрамджан
- Режисер:  Альберт Мкртчян
- Оператор:  Михайло Коропцов
- Художник: Совєт Агоян
- Композитор:  Юрій Саульський